# エル・ペニョール・グアタペ
エル・ペニョール・グアタペ（スペイン語：El Peñón de Guatapé）とは、コロンビアの中央山脈に所在する深成岩からなる岩体である。現在行政上はアンティオキア県に属する。ラ・ピエドラ（スペイン語：La Piedra）、あるいは単にエル・ペニョール（スペイン語：El Peñol）とも呼ばれる。
英語では、"The Rock of Guatapé"、"The Stone of El Peñol" ともいう。

## 概要
アンデス山脈の北に連なって走る中央山脈（コロンビア領）にある奇岩である。標高2135メートルの高所にあり、比高は220メートルである。バソリスの一つであるアンティオキアバソリスの一部、すなわちマグマ由来の貫入岩体の一部であり、周辺と比較して割れ目が少なかったことから風化や侵食の影響を受けず、このような奇岩となったと考えられている。
岩体の側面には740段にもなる階段が設置されており、頂上まで登ることができる。
近くにはエル・ペニョールの町があり、観光の拠点になっている。

## ギャラリー

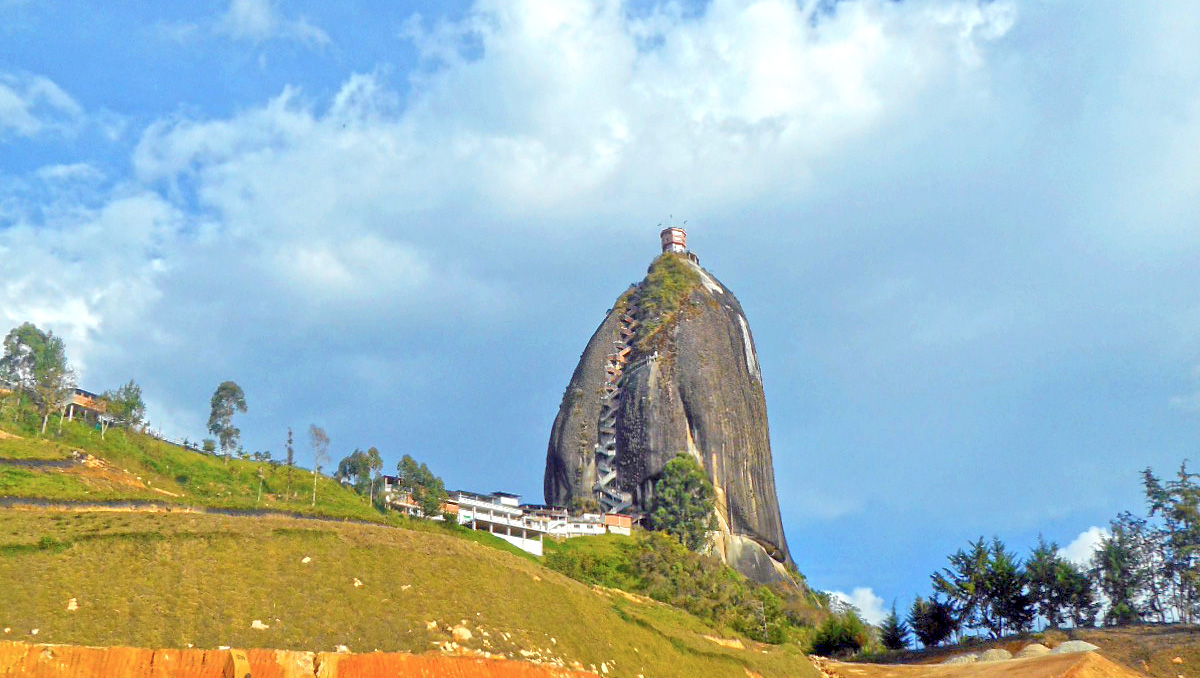
エル・ペニョール・グアタペを付近の道から撮影した写真
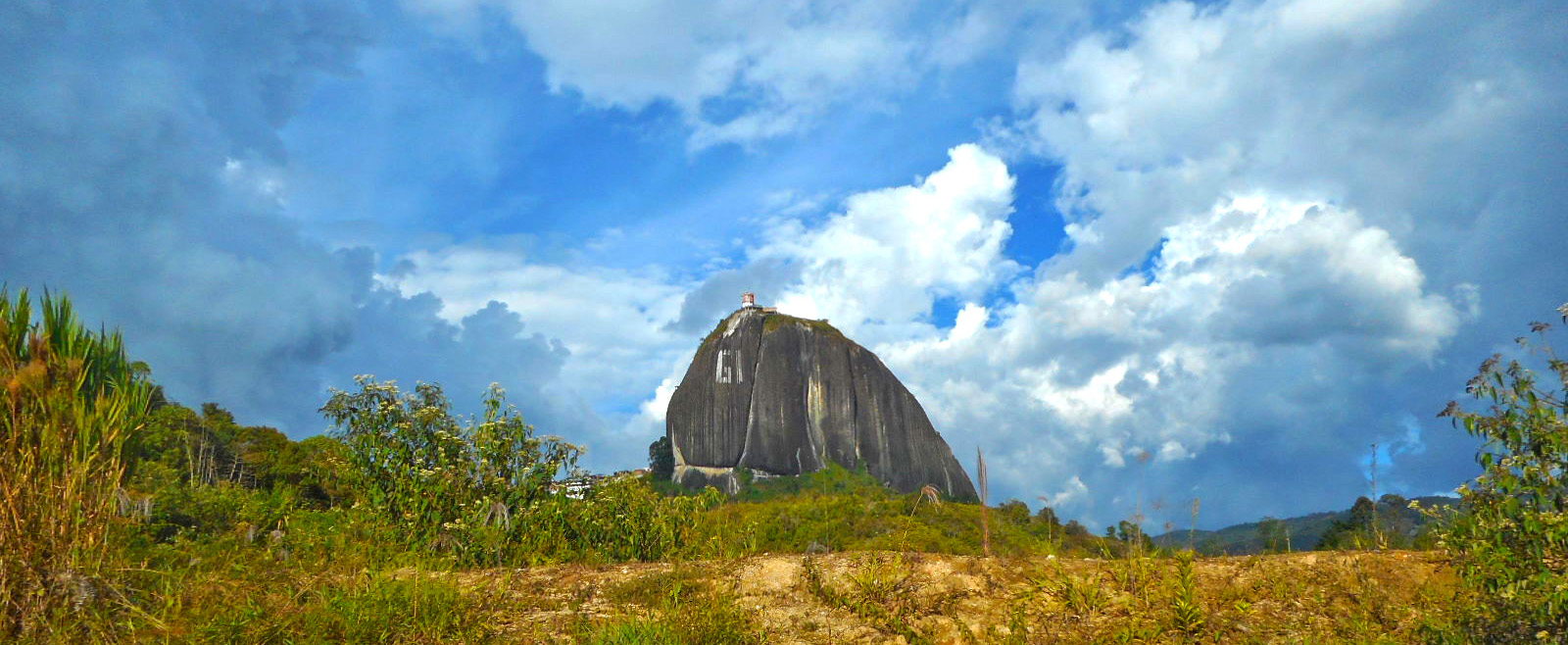
遠景